# 中島鉄蔵
中島 鉄蔵（なかじま てつぞう、旧字体：中島 鐵藏、1886年9月10日 - 1949年7月25日）は、日本の陸軍軍人。最終階級は、陸軍中将。栄典は、従三位勲一等功三級。

## 経歴
山形県米沢市出身。1905年11月、陸軍士官学校（18期）を卒業、翌年3月、陸軍歩兵少尉に任官し歩兵第29連隊附となる。1918年11月、陸軍大学校（30期、同じ山形県出身の石原莞爾と同期）を卒業した。
戦術研究に才覚を現し、1919年陸軍歩兵学校教官、1921年フランス駐在武官、1926年12月陸軍大学校兵学教官を歴任。1930年8月陸軍歩兵大佐に陞進、参謀本部戦史課長。1931年8月歩兵第77連隊長。1933年3月陸軍歩兵学校教導隊長、同年8月侍従武官。1935年3月陸軍少将に陞進。
1937年3月参謀本部総務部長、同年11月参謀本部総務部長兼第四部長事務取扱。同年開始の支那事変については、上司である多田駿参謀次長（参謀総長は閑院宮載仁親王）とともに不拡大路線で、陸軍次官東條英機（陸軍大臣は板垣征四郎）と対立した。
1938年3月陸軍中将に陞進。多田と東條の両者が更迭され、同年12月多田の後任として参謀次長に就任（参謀総長は引き続き閑院宮載仁親王）。1939年ノモンハン事件が発生すると、これを解決すべく、新京に2度渡り事件拡大を中止するよう関東軍を説得し、事態の収拾に努めた。事態収拾後責任を取って、関東軍司令官植田謙吉大将、参謀長磯谷廉介中将とともに1939年12月予備役編入となり、第一線を退いた。
1942年7月陸軍司政長官として、ジャカルタに赴任。温厚な性格で地方藩侯を始め民衆に慕われたが、1945年終戦後戦犯として現地にて収監され、1949年7月25日、ジャカルタ刑務所にて病歿した。